# Palác Voračických z Paběnic
Palác respektive letohrádek Voračických z Paběnic, zvaný též Herzův dům je budova původně z roku 1725, dnešní podoba však pochází z přestavby na konci 18. století. Palác se nachází v ulici Ke Karlovu 460/11, v Praha 2 - Nové Město. V současnosti v objektu sídlí škola a některé instituce 1. Lékařské fakulty Univerzity Karlovy. Od roku 1963 je objekt chráněn jako kulturní památka.

## Historie

### Nejstarší dějiny
V průběhu 16. století začali augustiniánští kanovníci z kláštera na Karlově pronajímat nevyužité přilehlé klášterní pozemky. Takto zde vznikl například letohrádek Michnů z Vacínova (vila Amerika).
Budova poměrně prostého letního sídla se zahradou vznikla v letech 1715–1725 na zakázku hraběte Vojtěcha Jiřího Voračického z Paběnic. Jméno architekta, který stavbu navrhl, není známo, ale podle dochovaných detailů lze usuzovat na okolí Jana Baptisty Alliprandiho. Hrabě Voračický se však dostal do finančních potíží a palác musel předat zpět do rukou karlovského kláštera. V roce 1733 augustiniáni budovu ve špatném stavu prodali hraběnce Terezii z Pöttingu, která ji ovšem o deset let později za stejnou cenu prodala zpět augustiniánům. Ti objekt dále pronajímali až do roku 1785, kdy byla kanonie v rámci náboženských reforem císaře Josefa II. zrušena a její majetek včetně paláce převzal náboženský fond.

### Rozšíření paláce
V roce 1792 palác vydražila kněžna Alžběta z Fürstenbergu a budovu s přilehnou zahradou zrenovovala. Z této doby pochází současná podoba paláce, která je oproti původnímu stavu dvojnásobná, zahradní pavilony a zeď ohraničující zahradu.
Dalším majitelem se v roce 1808 stal Václav Bechyně z Lažan, ale již po několika letech objekt převzali měšťané, kteří ho využívali pro hospodářské účely. V zahradách vznikla továrna na výrobu cikorky a interiér paláce byl využíván jako pražírna. Později byl v areálu také cukrovar, který fungoval do roku 1849.
V letech 1842–1843 v zahradě přibyla pozdně klasicistní nemocniční budova (čp. 460b/II) a ředitelská vila z let 1847–1848 v témže slohu. Jejím autorem byl Vincenc Kulhánek.
V roce 1863 objekt zakoupil Český zemský fond, který budovy pro potřeby ústavu choromyslných. V roce 1892 bylo rozšířeno průčelí paláce.

### Současnost
Budovu paláce, stejně jako většinu okolních budovy, v současné době využívají zdravotnická zařízení. V objektu paláce sídlí Sexuologický ústav a Psychiatrická klinika 1. Lékařské fakulty Univerzity Karlovy a Všeobecné fakultní nemocnice.

## Okolní objekty
- Letohrádek Michnů z Vacínova (vila Amerika)
- Zemská královská porodnice u sv. Apolináře v Apolinářské ulici